# (693) Зербинетта
(693) Зербинетта (итал. Zerbinetta) — астероид главного пояса, который относится к спектральному классу St. Он был открыт 21 сентября 1909 года немецким астрономом Августом Копффом в Обсерватории Хайдельберг-Кёнигштуль. Назван в честь героини оперы Рихарда Штраусса «Ариадна на Наксосе». Тиссеранов параметр относительно Юпитера — 3,226.